# Christian Michelsen
Peter Christian Hersleb Kjerschow Michelsen (15. března 1857, Bergen – 29. června 1925, Fana) byl norský politik, první premiér nezávislého norského státu (1905–1907), klíčová postava rozdělení Švédsko-norské unie roku 1905.

## Život
Pocházel z obchodnické rodiny. Vystudoval práva na univerzitě v Oslu a stal se poté právníkem. Později si založil loďařskou firmu Chr. Michelsen & Co, která se rychle stala jednou z největších v zemi. Členem Stortingu, tedy norského parlamentu, byl prvně zvolen roku 1891, na kandidátce nejstarší norské strany, liberální Venstre. V letech 1892–1893 a 1895–1898 byl v jejích barvách starostou Osla. Členem Venstre byl až do roku 1903, kdy založil vlastní stranu Samlingspartiet (Koaliční strana), která sesbírala odpadlíky jak od liberálů, tak od konzervtivců (Høyre). Spojovala je základní idea: odchod Norska ze Švédsko-norské unie. Koaliční strana sestavila v roce 1903 vládu, pod vedením Francise Hagerupa. Michelsen v ní získal post ministra financí. V roce 1905 Michelsen Hagerupa vystřídal v křesle ministerského předsedy a začal v otázce rozdělení "tlačit na pilu". Klíčovým momentem bylo, když král Oskar II. odmítl podepsat zákon, který by umožňoval norské části federace zakládat vlastní konzuláty v zahraničí a vést de facto vlastní zahraniční politiku. Celá Michelsenova vláda na protest podala demisi. Tím překvapila jak krále, tak Švédy. Král se rozhodl, že neučiní nic, neboť považoval krok Michelsena za demonstrativní. Toho však Michelsen, snažící se, aby jeho kroky k nezávislosti měly jakýsi ústavní základ, využil a prosadil v norském parlamentu historické usnesení konstatující, že tím, že král nejmenoval novou norskou vládu, zpronevěřil se svému základnímu úkolu a nemá již právo nadále v Norsku vládnout. Vzápětí vyhlásil o odchodu Norska z unie referendum, ve kterém příznivci setrvání ve federaci odevzdali pouhopouhých 184 hlasů v celém Norsku. Poté však musel ještě vyřešit otázku státoprávního uspořádání. Sám hluboce věřil v to, že by Norsko mělo být republikou, ale věděl, že monarchie je u lidu velmi populární. Nechtěl republikánskou formu protlačit "revolučně" a nechal rozhodnutí znovu na Norech v referendu – ti se 79 procenty hlasů rozhodli pro demokratickou monarchii. Dánský princ Karel se vzápětí ujal úřadu jakožto Haakon VII. Roku 1906 zvítězil Michelsen ve volbách a sestavil novou vládu, za účasti všech významných stran. Široká koalice se však rychle rozhádala a Michelsen roku 1907 rezignoval. Ještě předtím, roku 1906, však prosadil zákon o nezaměstnaneckých fondech, který položil základy norského sociálního systému. Vládní uspořádání definitivně krachlo roku 1908. Michelsen, hrubě nespokojen s vývojem ve vlastní straně, založil roku 1909 novou stranu svobodomyslných liberálů (Frisinnede Venstre). Už ji však nevedl, vedení přenechal Abrahamu Bergemu a sám se stáhl do pozadí. Ve 20. letech Michelsen se znepokojením sledoval vzmach marxistické levice a roku 1925 spoluzaložil pravicové antikomunistické hnutí Vlastenecká liga (Fedrelandslaget). Ve stejném roce však zemřel. Hnutí později neuspělo, když se pokusilo ve 30. letech transformovat v politickou stranu.